# Книга фанфиков
«Кни́га фа́нфиков» (также «Фикбу́к», сокр. КФ или ФБ) — латышский, русскоязычный, частично коммерческий архив фанфикшена, а также оригинальной прозы, поэзии и публицистики, размещаемых пользователями на безвозмездной основе. Сайт позволяет также публиковать переводы литературных произведений с иностранных языков. По состоянию на 2024 год является самой большой русскоязычной площадкой для онлайн-публикации фанфиков, оригинальных историй («ориджиналов») и литературоведческих статей.
Основная аудитория сайта — любители фанфикшена.

## История
«Книга фанфиков» была создана в 2009 году в качестве альтернативы архиву fanfiction.net. Проект изначально располагался на домене teinon.net, с 2011 года сайт перешёл на собственный сервер. За время существования сайта несколько раз обновлялся список жанров и предупреждений, которыми можно маркировать произведения, обновлялись формулы ранжирования работ по их популярности, менялись возможности оценки произведений. В разное время добавлялись и претерпевали изменения различные функции — от чата и оценивания произведений до пользовательского модерирования и введения платных услуг.
12 июля 2024 года «Книга фанфиков» была заблокирована по инициативе Роскомнадзора на территории Российской Федерации в связи с «содержанием контента с ЛГБТ-пропагандой». 30 июля 2024 года администрация сайта сообщила, что сделала недоступным ЛГБТ-контент для российских пользователей, заверив, что сделали «все необходимые изменения, чтобы «Фикбук» соответствовал законам РФ».

## Особенности

### Сортировка работ авторами
Произведения «Книги фанфиков» рассортированы на категории («Аниме и манга», «Книги», «Мультфильмы» и т. д.) и подкатегории (фэндомы) в зависимости от взятого за основу произведения либо фигурирующих в фанфике персонажей. Внутри фандомов также происходит деление на небольшие сообщества авторов и читателей в зависимости от их предпочтений.
Кроме фэндома, авторы на сайте помечают свою работу соответствующими её содержанию тегами:
- Направленности — классификация произведений по основной любовной линии или её отсутствию: «слэш» — романтические и/или сексуальные отношения между мужчинами; «гет» — романтические и/или сексуальные отношения между мужчиной и женщиной; «фемслэш» — романтические и/или сексуальные отношения между женщинами; «другая направленность» — романтические и/или сексуальные отношения с участием персонажей пола и/или гендера, выходящего за рамки бинарности; «смешанная направленность» — несколько равнозначных романтических/сексуальных линий разной направленности; «джен» — отсутствие сюжетообразующей линии романтических или сексуальных отношений; «статьи»;
- Метки, основные из которых — это направленности (в это понятие входят: жанровая, стилевая направленность текста и некоторые сюжетные особенности — например, мистика, драма, хоррор, повседневность и т. д.) и предупреждения (о возможно неприемлемых для потенциальных читателей событиях в тексте: например — «Смерть основного персонажа», «Мэри Сью», «Насилие», «Ксенофилия», «Каннибализм» и т. д.). Также могут выделяться основные персонажи и/или основные любовные линии[5].

Система меток, список которых постоянно пополняется по запросам участников, работает с 2019 года. Ранее существовал строго фиксированный, относительно небольшой список жанров и предупреждений, под которые в шапке работ были выделены две графы. Отдельные графы для жанров и предупреждений полностью отменили после введения меток, оставив лишь графу «Метки», а затем, после многочисленных протестов пользователей, вернули для сортировки меток по разным категориям. Всего каждой работе может быть присвоено до 50 меток всех категорий.
Также сайт позволяет помечать работу тегами, маркирующими возраст предполагаемых читателей: G, PG-13, R, NC-17, NC-21 — аналогично системе рейтингов Американской киноассоциации, размер произведения и его статус (завершённость). На «Книге фанфиков» можно публиковать любой текст собственного авторства или перевод с разрешения автора, однако администрация оставляет за собой право удалять работы без объяснения причин.
Направленности, предупреждения, пейринги «Книги фанфиков» зачастую трансформируются в сленговые термины, активно используемые в онлайн-сообществе писателей фанфиков.

### Взаимодействие пользователей
Читатели могут давать понравившимся работам оценку «нравится», аналогичную «лайкам» на других сайтах. До сентября 2012 года была также возможность ставить оценку «Не нравится», впоследствии было принято решение её убрать.
Взаимодействие авторов текстов и их читателей возможно ещё в нескольких форматах: комментирование произведений, сортировка их по читательским сборникам и обмен личными сообщениями между пользователями сайта. Комментирование позволяет автору пояснить собственный текст и получить обратную связь от читателей, чьи отзывы можно отнести к одному из двух типов:
- выражение желания читать продолжение текста;
- развёрнутый отзыв с оценкой текста[7].

Оставлять отзывы могут как зарегистрированные, так и незарегистрированные пользователи. Последним нужно ввести имя, под которым отобразится их комментарий. Сайт не требует от пользователей указывать их реальные имена, позволяя пользоваться псевдонимом.
Зарегистрированные пользователи могут добавлять авторов, за творчеством которых хотят следить, в список избранных и получать оповещения, когда эти авторы выкладывают новые работы либо продолжение к уже существующим работам.

### Проверка текстов на грамотность
Особое внимание на сайте уделяется грамотности выкладываемых текстов: произведения, проверенные на грамотность, пользуются большей популярностью у читателей. Для повышения качества работ на сайте существует несколько функций.
Бета-чтениеЗарегистрированный на сайте читатель может, с разрешения автора, стать корректором или редактором произведения, упоминаемым в «шапке» работы, то есть его бета-ридером. При этом он может обладать любым уровнем грамотности. Для создания анкеты беты требуется успешно пройти тест на знание правил русского языка. Минимальный результат теста, при котором можно создать анкету беты — 60 %.
Публичная бетаКак правило, автору можно послать сообщение об ошибке, отметив её в тексте произведения. Это может сделать как зарегистрированный пользователь, так и незарегистрированный на сайте посетитель. Однако автор может выключить функцию публичной беты полностью или только для незарегистрированных пользователей.
МодерированиеНа сайте не существует премодерирования, активные пользователи сайта могли стать модераторами, то есть проверять тексты на соответствие правилам сайта и нормам русского языка (для этого тоже нужно пройти тест). Работы, успешно прошедшие модерирование, отмечены особой иконкой рядом с названием. Функция была отменена в октябре 2016 года в связи с решением администрации «Книги фанфиков».

### Ранжирование работ
Опубликованные пользователями тексты ранжируются по количеству оценок «нравится», полученных за неделю. Наиболее популярные произведения попадают в топы работ:
- общий (среди всех опубликованных за неделю);
- по одному или нескольким жанрам (отмеченным в «шапке» работы).

Существует и топ популярных авторов, куда попадают пользователи с наибольшим количеством постоянных читателей.
Пользователь имеет право отказаться от участия в любом топе.

## Хакерская атака
С февраля 2023 года сайт «Книга фанфиков» подвергся хакерской атаке, в которой многим пользователям часто писали либо в отзывах, либо через публичные беты различного рода оскорбления, в том числе в фанфики, скрытые в «черновиках». Из-за хакерских спам-атак администраторы сайта временно отключали публичную бету во всех работах пользователей. Хакерские атаки до сих пор продолжаются и администраторы сайта до сих пор не могут избавиться от них, однако функция публичной беты была возвращена. Лишь к концу апреля 2023 года администраторы смогли покончить с хакерскими атаками спам-ботов.

## Блокировка сайта в России
9  июля 2024 года Роскомнадзор потребовал от сайта «Книга фанфиков» удалить запрещённую информацию и контент, связанный с ЛГБТ. Однако администраторы сайта отказались, и 12 июля того же года сайт был заблокирован на территории России. Сразу после блокировки администраторы сайта объяснили в телеграме, что вышло небольшое недоразумение с тем, что их сайт заблокировали, и обещают быстро уладить эту ошибку, чтобы сайт разблокировали.
4 октября 2024 года администраторы сайта заявили, что они намерены подать иск в суд на Роскомнадзор в надежде вернуть в России доступ к сайту.

## ФикФан
В августе 2023 года администраторы сайта «Книга фанфиков» заявили о создании новой платформы под названием «Fic.Fan» для англоязычных читателей и переводов оригинальных фанфиков с русского языка на английский язык.
14 ноября 2023 года в официальном «Telegram»-канале «Книги фанфиков» была опубликована новость, что англоязычная платформа «Fic.Fan» окончательно запустилась.

## Слэшбук
В связи с принятием закона о запрете «пропаганды ЛГБТ», который президент России Владимир Путин подписал 5 декабря 2022 года, чтобы избежать блокировки «Книги Фанфиков», организаторы сайта решили создать альтернативную версию — «Слэшбук», где будет содержаться слэш, фемслэш и фанфики по смешанным отношениям, часть из которых будет туда перенесена с «Фикбука». Остальные работы при этом останутся на прежнем сайте. Однако на оригинальном остались все направленности, но с заменёнными иконками Марса и Венеры у слэша и фемслэша. В конечном итоге из-за того, что идея с альтернативным сайтом не была реализована, Книга Фанфиков была заблокирована на территории Российской Федерации летом 2024 года.
8 июля 2024 года Книга Фанфиков отказалась от идеи «Слэшбука». Было принято решение скрыть фанфики с направленностями слэш и фемслэш от пользователей из России. Для остального мира сайт не изменился. Об этом решении сообщили в телеграм-канале «Фикбук». После этого 9 октября они написали: 
Все эти месяцы мы вели юридическую борьбу, вносили изменения на сайте, подавали запросы и заявления и, в конце концов, получили ответ: «разблокировка сайта невозможна».